# Lidia Miś
Lidia Miś właściwie Lidia Miś-Nowak (ur. 27 marca 1977 w Ropczycach) – pisarka, właścicielka wydawnictwa Dreams.
Absolwentka Technikum Ogrodniczego w Ropczycach. W 2002 roku ukończyła studia Ekonomiczne w Wyższej Szkole Informatyki i Zarządzania oraz na Wydziale Zarządzania i Marketingu Politechniki Rzeszowskiej. W 2007 roku ukończyła tamże Podyplomowe Studia Pedagogiczne. W 2011 ukończyła Krakowską Szkołę Filmu i Komunikacji Audiowizualnej w zakresie Scenariusz Filmu Fabularnego. Mieszka w Woliczce k. Rzeszowa. Od 2010 roku jest właścicielką i redaktor naczelną wydawnictwa Dreams z siedzibą w Rzeszowie.
Debiutowała w 2004 roku baśnią dla dzieci pt. Odwiedzając czarownice, w 2005 roku uhonorowana nagrodą ZLP za Najlepszy Debiut Prozatorski Podkarpacia. Drugie wydanie baśni oraz dwie kolejne pozycje opublikowane zostały przez rzeszowsko-warszawskie wydawnictwo Ad Oculos. Po licznych spotkaniach autorskich w domach kultury, bibliotekach, szkołach, domach dziecka, placówkach opiekuńczo-wychowawczych oraz w szpitalach na oddziałach pediatrycznych w 2007, 2010, 2011, 2012 roku kilkakrotnie otrzymała dyplom uznania za życzliwość i wsparcie dla kampanii społecznej „Cała Polska czyta dzieciom”. Uczestniczka centralnej inauguracji VIII Ogólnopolskiego Tygodnia Czytania Dzieciom Fundacji ABCXXI.
W grudniu 2010 roku za książkę Opowieści Biblijne dziadzia Józefa otrzymała nominację oraz główną nagrodę w konkursie portalu granice.pl w kategoriach: Najlepsza książka na gwiazdkę i Najlepsza książka na zimę 2010 – wyróżnienie jury. W marcu 2011 roku książka ta zdobyła I miejsce w rankingu Książek Roku 2010, w kategorii Książek Dla Najmłodszych. W 2018 roku za książkę Opowieści biblijne dziadzia Józefa cz. 4 otrzymała Wyróżnienie Stowarzyszenia Wydawców Katolickich Feniks 2018. Jurorka Rzeszowskich Dni Kultury Szkolnej w latach 2011-2017 r. Od 2018 roku współredaktorka ogólnopolskiego dwumiesięcznika Posłaniec Matki Bożej Saletyńskiej.

## Twórczość
- Odwiedzając czarownice, 2004
- Opowieści biblijne dziadzia Józefa – synowie Jakuba, 2006
- Serce Lasu, 2009
- Opowieści biblijne dziadzia Józefa – zbiór opowiadań: Synowie Jakuba, Stworzenie świata oraz Siła Samsona, wyd. Dreams 2010
- Opowieści biblijne dziadzia Józefa cz. 2 – zbiór opowiadań: Dzieje Mojżesza, Dawid i Goliat, Mądrość króla Salomona, Wieża Babel oraz Arka Noego, wyd. Dreams 2012.
- Opowieści biblijne dziadzia Józefa cz. 3 – zbiór opowiadań: Narodzenie Jezusa, Jan Chrzciciel, Cuda, Przypowieści, Śmierć i Zmartwychwstanie, wyd. Dreams 2013[1].
- W pewnym teatrze lalek, wyd. Dreams 2014[2]
- Opowieści biblijne dziadzia Józefa cz. 4 – zbiór opowiadań: Dzieje Apostolskie, Listy św. Pawła, Apokalipsa św. Jana, wyd. Dreams 2017
- Pamiętnik z Aniołem Stróżem, wyd. Dreams 2017

## Nagrody i wyróżnienia
- maj 2005 – najlepszy Debiut Prozatorski Podkarpacia, za książkę „Odwiedzając czarownice”, nagroda przyznana przez Związek Literatów Polskich, oddz. Rzeszów. Adaptowana na sztukę 21 marca 2012 r. w reżyserii R. Delegiewicza, Zamek Książ Wałbrzych
- grudzień 2010 – wyróżnienie jury w konkursie wortalu granice.pl „Najlepsza książka na zimę 2010” za książkę „Opowieści Biblijne dziadzia Józefa cz. 1” w kategorii książka dla najmłodszych
- marzec 2011 – wybór internautów w konkursie wortalu granice.pl „Najlepsza książka roku 2010” za książkę „Opowieści biblijne dziadzia Józefa cz. 1” w kategorii książka dla najmłodszych
- grudzień 2012 – wybór jury w konkursie wortalu granice.pl „Najlepsza Książka na Zimę 2012” za książkę „Opowieści biblijne dziadzia Józefa cz. 2” w kategorii książka dla dzieci
- grudzień 2012 – wybór jury w konkursie wortalu granice.pl „Najlepsza Książka na Gwiazdkę 2012” za książkę „Opowieści biblijne dziadzia Józefa cz. 2” w kategorii opowieści o świętych
- grudzień 2013 – wybór jury w konkursie wortalu granice.pl „Najlepsza Książka na Gwiazdkę 2013” za książkę „Opowieści biblijne dziadzia Józefa cz. 3” w kategorii książka dla najmłodszych
- kwiecień 2018 – Wyróżnienie Stowarzyszenia Wydawców Katolickich Feniks 2018 za książkę „Opowieści biblijne dziadzia Józefa cz. 4” w kategorii książka dla dzieci